# دانشگاه پلی تکنیک باری
دانشگاه پلی تکنیک باری (به ایتالیایی: Politecnico di Bari) یک دانشگاه و دانشگاه فنی در ایتالیا است که در باری (ایتالیا) واقع شده‌است.